# جون اون هه
جون اون هه (کره‌ای: 전은혜؛ زادهٔ ۱ اوت ۱۹۹۷) ورزشکار شمشیربازی اهل کره جنوبی است. او در بازی‌های المپیک تابستانی ۲۰۲۴ رقابت کرد.
وی در مسابقات کشوری و بین‌المللی در مجموع برندهٔ ۱ مدال نقره شده است.